# فرودگاه کاردیف
فرودگاه کاردیف (به انگلیسی: Cardiff Airport) (به زبان بومی: Maes Awyr Caerdydd) یک فرودگاه همگانی مسافربری با کد یاتا CWL است که یک باند فرود آسفالت دارد و طول باند آن ۲۳۹۲ متر است. این فرودگاه در شهر کاردیف کشور ولز قرار دارد و در ارتفاع ۶۷ متری از سطح دریا واقع شده‌است.